# Max Pelayo
Max Pelayo (geboren am 21. März 2002 in Austin in Texas) ist ein US-amerikanischer Film- und Fernsehschauspieler.

## Leben
Max Pelayo besuchte das Carol Hickey Acting Studio in Austin, Texas. Er spielte eine Nebenrolle in einer Folge der Prime Video-Serie „Panic“ (2021) und eine tragende Nebenrolle in dem Film „Marisol“ (2023). In dem Coming of Age-Film „Aristoteles und Dante entdecken die Geheimnisse des Universums“ (2022) von Regisseurin Aitch Alberto verkörperte er die Hauptrolle, wobei seine Darstellung des „Ari“ Aristoteles überaus positiv beurteilt wurde.

## Privates
Pelayo spielt E-Gitarre und spricht neben Englisch auch fließend Spanisch.

## Filmografie
- 2022: Aristoteles und Dante entdecken die Geheimnisse des Universums von Aitch Alberto: “Ari” Aristoteles
- 2023: Marisol von Kevin Abrams: Jaime